# Block by Block
Block by Block是遊戲《我的世界》開發商Mojang Studios與聯合國共同發起的慈善倡議計劃，同時也是聯合國人居署可持續城市發展網絡的一部分，旨在鼓勵年輕人參與市區更新。計劃使年輕人能夠在遊戲中得以重新建造及想像他們所居住的城市。計劃首先在《我的世界》的起源地瑞典實行，並逐漸推廣到多個不同國家。

## 歷史
2012年9月，Mojang Studios開始與聯合國人居署合作，將真實世界的環境放入《我的世界》的遊戲世界中。Block by Block計劃使年輕人能夠參與設計並改造他們所居住的街區，參與者能夠協助不同地區的居民在《我的世界》伺服器中將他們的社區重新改造。Mojang創辦人兼行政總裁卡爾·曼納夫（Carl Manneh）稱《我的世界》是「促進這個進程的最佳工具」，指出「合作計劃將可以協助聯合國人居署的可持續城市發展網絡在2016年前改造300個公共空間」，並聘請了《我的世界》的建築社群FyreUK協助將現實環境渲染成遊戲世界。根據曼納夫所述，計劃能夠在沒有建築學背景的前提下，使居民得以將對城市規劃的想法形象化，並能夠作為當地政府決策的參考。
首個先導計劃於肯雅內羅畢的基貝拉貧民窟開展。本計劃以同樣由Mojang作為贊助商的「我的方塊」（瑞典語：Mina Kvarter）計劃為基礎，後者自2011年10月起開展，目標是使用《我的世界》將瑞典的公寓建築設計變得現代化。

## 外部連結
- 官方网站